# Chaetodon vagabundus
Chaetodon vagabundus is een  straalvinnige vissensoort uit de familie van de koraalvlinders (Chaetodontidae). De wetenschappelijke naam is gepubliceerd in 1758 door Linnaeus in de tiende editie van Systema naturae.
De vis is gemiddeld 23 cm groot en leeft op riffen op een diepte tussen 1 en 30 m.
De soort komt voor in de Indische Oceaan en de westelijke Grote Oceaan.
De soort staat op de Rode Lijst van de IUCN als niet bedreigd, beoordelingsjaar 2009. De omvang van de populatie is volgens de IUCN stabiel.